# シェイカー (楽器)

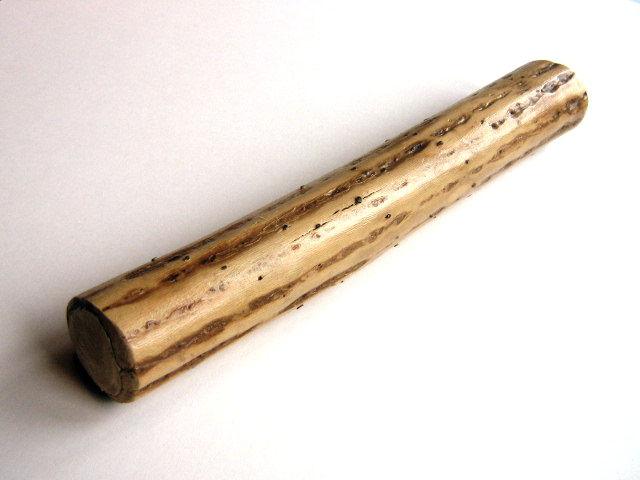
アフリカの楽器、レインスティック。シェイカーの一種。

シェイカー（Shaker）は、物を振ってリズムを刻む楽器のこと。主にラテン音楽で使用されるが、現代音楽でも繁用されている。
後述の種類（マラカスなど）の上位概念であるが、それらと並ぶ概念としても使われる。

## 構造・材質
密封できる、中空の物に、砂や、小石を入れた物であれば、全てシェイカーと言える。外側の材質としては、ヒョウタンや、木、ヤシの実、蔓を編んだカゴ、金属を用いる。安価な製品であれば、プラスチック製の物もある。

## 奏法
リズムよく振るのが基本的な奏法であるが、この際「サッ、サッ」という後を引く様な形ではなく「チッ、チッ」という短く歯切れの良い音を出すようにするとよい。また、トレモロ奏法もある。
特殊な演奏方法として、シェイカー自体を膜鳴楽器のバチとして使用することがある。

## 種類
- シェイカー - 伝統的ではない振って音が出る楽器をこの名称で呼ぶ場合がある。この場合のシェイカーは後述のカシシやマラカスと並ぶ概念である。
- マラカス（マラカと言うヤシ科の植物の実に砂を入れたものが原型）
- カシシ（ブラジルの民族楽器で、カゴの中に小石を入れたもの。これ自体を叩いて音を出すこともできる）
- ガンザ（サンバなどで使うブラジル製のもの。別名が多数あるが、金属製の円柱の中に砂等を入れたものや、ギロと一体になったものもある）
- ショカーリョ（リオのカーニバルなど大規模なサンバ・パレードで使うタイプ。両手で持って振るもの）
- レインスティック（雨の擬音が出るようになったもの）